# Ліат-іон
Ліа́т-іо́н (рос. лиат-ион, англ. lyate ion) — аніон, що утворився при втраті протона молекулою розчинника в результаті його автопротолізу. Наприклад, у воді таким є іон ОH-, в оцтовій кислоті — СH3COO-, в амоніаку — NH2-):
2H2O ↔ OH–+ H3O+
Ліат є спряженою основою після передачі іншій частинці протона, яка відіграє в цій рівновазі роль спряженої кислоти (йон ліонію — катіон H2L+).